# Māzgar
Māzgar (persiska: مازگر) är en ort i Iran.   Den ligger i provinsen Östazarbaijan, i den nordvästra delen av landet, 500 km nordväst om huvudstaden Teheran. Māzgar ligger 1 573 meter över havet och antalet invånare är 148.
Terrängen runt Māzgar är kuperad åt sydväst, men åt nordost är den bergig. Runt Māzgar är det ganska glesbefolkat, med 39 invånare per kvadratkilometer. Närmaste större samhälle är Osgelū, 11,6 km öster om Māzgar. Trakten runt Māzgar består i huvudsak av gräsmarker.